# هانك ريتر
هانك ريتر (بالإنجليزية: Hank Ritter)‏ هو لاعب كرة قاعدة أمريكي، ولد في 12 أكتوبر 1893، وتوفي في 3 سبتمبر 1964 في آكرون في الولايات المتحدة.

## وصلات خارجية
- هانك ريتر على موقعبيزبول رفرنس.كوم (الدوري الرئيسي) (الإنجليزية)
- هانك ريتر على موقعبيزبول رفرنس.كوم (الدوري الثانوي) (الإنجليزية)